# Didaskalia (Zeitschrift)
Didaskalia war eine seit 1823 hergestellte Unterhaltungsbeilage zur 1903 eingestellten Tageszeitung Frankfurter Journal. Sie wurde nachfolgend bis 1930 als selbstständige Zeitschrift weitergeführt.

## Etymologie
Der Ausdruck Didaskalia erklärt sich aus altgriechisch διδασκαλία, was ‚Lehren‘ oder ‚Belehrungen‘ bedeutet.

## Geschichte
Didaskalia. Blätter für Geist, Gemüth und Publicität wurde 1823 durch Johann Ludwig Heller begründet. Sie war lange eine belletristische Beilage zum Frankfurter Journal, einer der ältesten deutschen Zeitungen, die zum national-liberalen Spektrum zählte. Didaskalia enthielt Erzählungen, Gedichte, Reiseberichte und Notizen aus Politik und Wirtschaft u. a. von Ludwig Hub. Weitere Themen waren auch Theaterrezensionen und Nachrichten aus Kirche, Konzertsaal und Verlagswesen. Die Zeitschrift stellt unter anderem eine wichtige Quelle für die Ereignisse um das Revolutionsjahr 1848 dar. Erster Herausgeber war auf Veranlassung Johann Konrad Friederichs Johann Ludwig Heller, ab 1847 folgte J. A. Hammeran. Nachdem das Frankfurter Journal 1903 eingestellt worden war, wurde Didaskalia bis 1930 unregelmäßig als selbstständige Zeitschrift weiter herausgegeben.